# アルファコア
株式会社アルファコア（ALPHA-CORE Inc.）は、日本の芸能事務所。2002年（平成14年）2月5日に株式会社エルクハートプロモーションとして設立され、2009年（平成21年）1月に株式会社アルファコアへと変更。

## 所属タレント

### 芸能部
- 馬場良馬

## 過去の所属タレント

### 芸能部
- 名雪佳代
- 本間春男
- 小川瀬里奈

### タレント
- 柳下花恋
- 高橋里央
- 高橋楠央
- 中島未央
- 中丸栞
- 井口梨央
- 内山加奈恵
- 髙橋蘭
- 黒沢華鈴
- 遊佐純麗
- 鈴木朱音
- 村田将平
- 橋本康栄
- 石井麻美
- 千葉絵梨香
- 坂上翔一郎
- 上田仁美
- 丸山直之
- 宇賀神徳孝
- 松浦温生
- 倉田琴美
- 山名泰正
- 清水華子
- 宮村智実

## 制作
テレビ番組・映画制作業務なども行っている。

### 映画
- しあわせカモン - 2009年（平成21年）岩手県内公開（劇場未公開作）。お蔵出し映画祭 2011グランプリ受賞作。